# Mairie de Montrouge
Mairie de Montrouge – stacja linii nr 4 metra  w Paryżu. Znajduje się w gminie Montrouge. Została otwarta 23 marca 2013 r.